# Twardomir
Twardomir – staropolskie imię męskie. Składa się z członu Twardo- ("twardy") -mir ("pokój, bezpieczeństwo, przyjaźń"). Może zatem oznaczać "trwały, stabilny pokój". Notowane w Polsce od 1237 roku. Forma pochodna: Twardy.
Twardomir imieniny obchodzi 24 września i 24 listopada.